# Выборочная функция распределения
Выборочная (эмпири́ческая) фу́нкция распределе́ния в математической статистике — это приближение теоретической функции распределения, построенное с помощью выборки из него.

## Определение
Пусть {\displaystyle X_{1},\ldots ,X_{n}} — выборка объёма {\displaystyle n}, порождённая случайной величиной {\displaystyle X}, задаваемой функцией распределения {\displaystyle F(x)}. Будем считать, что {\displaystyle X_{i}}, где {\displaystyle i\in \left\{1,n\right\},n\in \mathbb {N} }, — независимые случайные величины, определённые на некотором пространстве элементарных исходов {\displaystyle \Omega }. Пусть {\displaystyle x\in \mathbb {R} }. Определим функцию {\displaystyle {\hat {F}}(x)} следующим образом:
{\displaystyle {\hat {F}}(x)={\frac {1}{n}}\sum \limits _{i=1}^{n}\mathbf {1} _{\{X_{i}<x\}}={\frac {1}{n}}\sum \limits _{i=1}^{n}\theta (x-X_{i})},
где {\displaystyle \mathbf {1} _{A}} — индикатор события {\displaystyle A}, {\displaystyle \theta (x)} — функция Хевисайда. Таким образом, значение функции {\displaystyle {\hat {F}}} в точке {\displaystyle x} равно относительной частоте элементов выборки, меньших значения {\displaystyle x}. Функция {\displaystyle {\hat {F}}(x)} называется выборочной функцией распределения случайной величины {\displaystyle X}, или эмпирической функцией выборки, и является аппроксимацией для функции {\displaystyle F(x)}. Существует теорема Колмогорова, утверждающая, что при {\displaystyle n\to \infty } функция {\displaystyle {\hat {F}}(x)} равномерно сходится к {\displaystyle F(x)}, и указывающая скорость сходимости. 
Для каждого положительного {\displaystyle x}, {\displaystyle {\hat {F}}(x)} — случайная величина со значением {\displaystyle {\frac {k}{n}},k\in \left\{0,n\right\}}.

## Основные свойства
- Пусть зафиксирован элементарный исход {\displaystyle \omega \in \Omega }. Тогда {\displaystyle {\hat {F}}(x,\omega )} является функцией распределения дискретного распределения, задаваемого следующей функцией вероятности:

{\displaystyle p_{i}=p(x_{i})={\frac {N_{x_{i}}}{n}},\;i=1,\ldots ,n},
где {\displaystyle x_{i}=X_{i}(\omega )}, а {\displaystyle N_{x}=\sum \limits _{j=1}^{n}\mathbf {1} _{\{x=x_{j}\}}} — количество элементов выборки, равных {\displaystyle x}. В частности, если все элементы выборки различны, то {\displaystyle N_{x_{i}}=1,\;\forall i}.
Математическое ожидание этого распределения имеет вид:
{\displaystyle \sum \limits _{i=1}^{n}x_{i}p_{i}=\sum \limits _{i=1}^{n}x_{i}{\frac {N_{x_{i}}}{n}}={\overline {X}}(\omega )}.
Таким образом, выборочное среднее — это теоретическое среднее выборочного распределения.
Аналогично, выборочная дисперсия — это теоретическая дисперсия выборочного распределения.
- Случайная величина {\displaystyle n{\hat {F}}(x)} имеет биномиальное распределение:

{\displaystyle n{\hat {F}}(x)\sim \mathrm {Bin} (n,F(x))}.
- Выборочная функция распределения {\displaystyle {\hat {F}}(x)} является несмещённой оценкой функции распределения {\displaystyle F(x)}:

{\displaystyle \mathbb {E} \left[{\hat {F}}(x)\right]=F(x)}.
- Дисперсия выборочной функции распределения имеет вид:

{\displaystyle \mathrm {D} \left[{\hat {F}}(x)\right]={\frac {F(x)(1-F(x))}{n}}}.
- Согласно усиленному закону больших чисел, выборочная функция распределения сходится почти наверное к теоретической функции распределения:

{\displaystyle {\hat {F}}(x)\to F(x)} почти наверное при {\displaystyle n\to \infty }.
- Выборочная функция распределения является асимптотически нормальной оценкой теоретической функции распределения. Если {\displaystyle 0<F(x)<1,\;\forall x\in \mathbb {R} }, то

{\displaystyle {\sqrt {n}}\left({\hat {F}}(x)-F(x)\right)\to \mathrm {N} \left(0,F(x)(1-F(x))\right)} по распределению при {\displaystyle n\to \infty }.